# Најбржи Индијанац на свету
Најбржи Индијанац на свету (енгл. The World's Fastest Indian) је новозеландски биографски филм из 2005. године о новозеландском мотоциклисти Барту Манроу и његовом модификованом Индијан Скаут мотоциклу. Барт Манро је поставио многе рекорде за мотоцикле са моторима мањим од 1000 cm³ касних педесетих и шездесетих година 20. века.
Главну улогу тумачи Ентони Хопкинс, а режију и сценарио потписује Роџер Доналдсон. Филм је премијерно приказан 7. децембра 2005. и убрзо је достигао високу зараду у Новом Зеланду од 7.043.000 долара и 18.297.690 долара широм света.

## Радња
Прича о Новозеланђанину Берту Монроу, који је провео много година побољшавајући и модификујући свој мотоцикл Indian Scout из 1920. године. На њему је Берт Монро остварио свој сан: на чувеним тркама одржаним у сланој пустињи Боневил Флетс у америчкој држави Јута, касних 1950-их и 1960-их, поставио је неколико светских брзинских рекорда за мотоцикле са сајлом са запремином мотора до 1000 кубика на отвореним просторима који до сада нису потучени.
У средишту радње су друмске авантуре Монроа, који на такмичења у САД стиже из свог родног града Инверкаргила (Нови Зеланд), и сами догађаји на тркама. Стари мотоциклистички тркач мора да се носи са многим проблемима: финансијским, техничким, организационим - није доброг здравља и нико заиста не верује да Берт може чак и да одржи свој мотоцикл у брзини. Али снага његовог карактера је непоколебљива, а победа остаје за њим.

## Улоге
| Глумац            | Улога      |
| ----------------- | ---------- |
| Ентони Хопкинс    | Барт Манро |
| Џесика Кофил      | Венди      |
| Џо Хавард         | Ото        |
| Крис Вилијамс     | Тина       |
| Пол Родригез      | Фернандо   |
| Кристофер Лоуфорд | Џим Мофет  |
| Ени Витл          | Фран       |